# Joe Fagan
Joe Fagan (Liverpool, 1921. március 12. – Liverpool, 2001. június 30.) a Liverpool FC neves vezetőedzője 1983 és 1985 között.
A Manchester Cityben játszott, mint szélső, és közel került a nemzetközi díjak megszerzéséhez. Amint a karrierje véget ért, úgy döntött, hogy edző lesz, és alacsonyabb bajnokságokban dolgozott, mielőtt 1958-ban csatlakozott volna a Liverpoolhoz.
1959 decemberétől Bill Shankly és Bob Paisley mellett dolgozott, és rendkívül sikeres volt a klub tartalékcsapatánál, főleg olyan fiatal játékosok, mint Roger Hunt, Ian Callaghan és Tommy Smith fejlesztésében. Miután Shankly 1974-ben visszavonult, Fagan  Paisley segédje lett, majd vezetőedzőnek nevezték ki, amikor Paisley 1983-ban visszavonult. Az első szezonban a Fagan példátlanul "magasra" ért el, amikor Liverpool megnyerte az Európa-kupát, az angol első osztályt és a Ligakupát. Úgy döntött, hogy visszavonul a második szezon végén. Utolsó mérkőzése az 1985-ös BEK-döntő volt, amelyen bekövetkezett a 39 áldozatot követelő Heysel-tragédia. 
Fagan olyan egyszerű ember volt, aki hitt a foci egyszerűségében, egy odaadó családapa, aki inkább a munkájával foglalkozott, és elkerülte a reflektorfényt. Korának egyik legelismertebb szakembere volt, Liverpoolban valóságos legenda volt. 2001-ben, nyolcvanéves korában hunyt el rákban.